# Андре Онана
Андре Онана Онана (фр. André Onana Onana; 2. април 1996) камерунски је фудбалер који игра на позицији голмана. Тренутно наступа за Манчестер јунајтед и за репрезентацију Камеруна.

## Клупска каријера
Након што је део јуниорске каријере провео у Барселони, Онана је дебитовао за други тим Ајакса у фебруару 2015. године. У мају 2017. и марту 2019. је продужавао уговор са Ајаксом. У фебруару 2021. УЕФА је увела забрану Онани да игра 12 месеци након што је био позитиван на фуросемид.
Након Ајакса је прешао у Интер где је провео једну сезону и одиграо 41 утакмицу.
У јулу 2023. године, Онана је постао нови играч Манчестер јунајтеда.

## Репрезентативна каријера
Онана је дебитовао за Камерун у пријатељској утакмици против Габона септембру 2016. године. 9. новембра 2022. нашао се на списку за Светско првенство 2022. Одиграо је први меч против Швајцарске, али се није нашао у саставу тима против Србије због сукоба са селектором Ригобертом Сонгом. Онана је 23. децембра 2022. објавио да се повлачи из репрезентације. У августу наредне године се вратио у репрезентацију.

## Трофеји
Ајакс
- Ередивизија: 2018/19, 2020/21, 2021/22.
- Куп Холандије: 2018/19, 2020/21.
- Суперкуп Холандије: 2019.

Интер
- Куп Италије: 2022/23.
- Суперкуп Италије: 2022.

Манчестер јунајтед
- ФА куп: 2023/24.